# Bambi (récompense)
Pour l’article homonyme, voir Bambi.

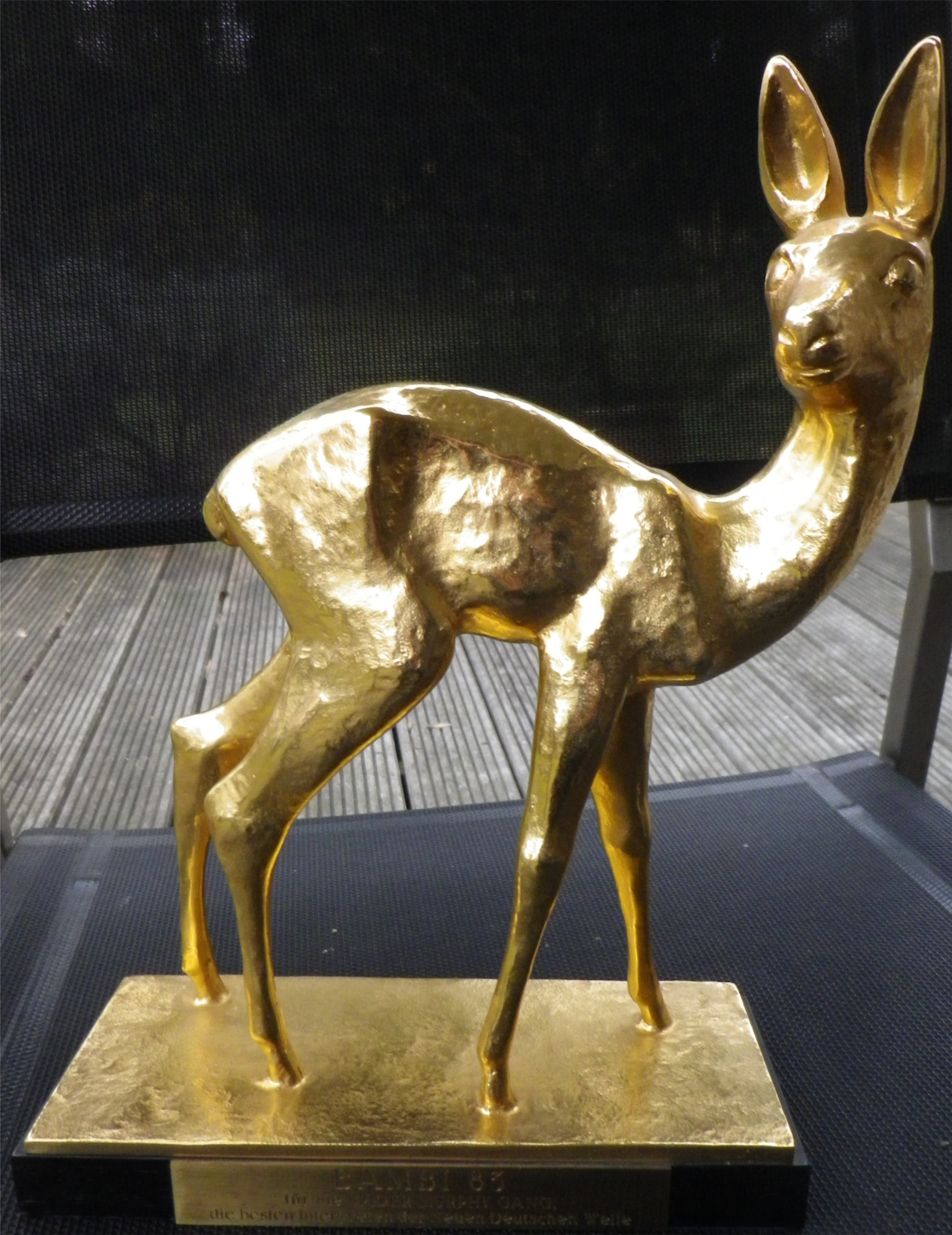
BAMBI d'or de 1983 du Spider Murphy Gang pour les meilleurs interprètes de la nouvelle vague allemande.

Les Bambi sont des récompenses artistiques allemandes créées en 1948 et décernées à Karlsruhe, par le groupe de médias Burda.

## Histoire
Le prix était à l'origine destiné à récompenser la vedette de l'écran favorite des lecteurs du Filmrevue Magazine. Dans les années 1980, les récompenses ont été étendues à l'ensemble des personnalités du monde des médias.
La statuette remise aux lauréats représente un faon, ce qui a inspiré le nom de la récompense par référence au personnage principal du roman de Felix Salten, Bambi, l'histoire d'une vie dans les bois (1923).

## Palmarès

### Années 1940
- 1948 : Marika Rökk,
- 1948 : Meilleur acteur pour Jean Marais dans La Belle et la Bête[2]
- 1949 : Stewart Granger, Margaret Lockwood, Rudolf Prack

### Années 1950
- 1950 : Stewart Granger, Rudolf Prack, Jean Simmons, Sonja Ziemann
- 1951 : Ingrid Bergman, Dieter Borsche, Maria Schell, Errol Flynn
- 1952 : Ingrid Bergman, Dieter Borsche, Maria Schell, Tyrone Power
- 1953 : Ingrid Bergman, Dieter Borsche
- 1954 : Ingrid Bergman, Dieter Borsche
- 1955 : Jean Marais[3], Maria Schell
- 1956 : Jean Marais, Maria Schell
- 1957 : Gina Lollobrigida, Jean Marais, Maria Schell
- 1958 : Gina Lollobrigida, Tony Curtis, Rock Hudson
- 1959 : Gina Lollobrigida

### Années 1960
- 1960 : Gina Lollobrigida, Rock Hudson, Sophia Loren
- 1961 : Rock Hudson, Karin Baal, Helmut Griem, Sophia Loren
- 1962 : Sophia Loren
- 1963 : Sophia Loren
- 1964 : Sophia Loren
- 1967 : Sophia Loren
- 1968 : Elizabeth Taylor
- 1969 : Sophia Loren

### Années 1970
- 1977 : Peter Alexander, James Garner, Marthe Keller, Wim Wenders
- 1978 : Nastassja Kinski
- 1979 : Horst Tappert

### Années 1980
- 1984 : Manfred Krug, Karlheinz Böhm
- 1985 : Shari Belafonte, Sean Connery, Klausjürgen Wussow

### Années 1990
- 1990 : Horst Tappert, Franz Beckenbauer, Karlheinz Böhm
- 1993 : 
  - Meilleur film international : Jurassic Park – Ariana Richards et Joseph Mazzello
- 1995 : Vico Torriani, Caterina Valente et Helmut Zacharias
- 1998 : Horst Tappert
- 1999 : Céline Dion

### Années 2000
- 2002 : Michael Jackson
- 2004 : Diane Kruger
- 2004 : Sibel Kekilli
- 2006 : Nadja Tiller
- 2008 : Britney Spears
- 2009 : Tom Cruise

#### Meilleur film national
2006
- Le Parfum, histoire d'un meurtrier (Das Parfum : Die Geschichte eines Mörders) – Bernd Eichinger, Tom Tykwer et Ben Whishaw

### Années 2010
- 2010 : Mesut Özil
- 2011 : Lady Gaga
- 2012 : Félix Baumgartner
- 2013 : Helene Fischer, Victoria Beckham, David Garrett, Miley Cyrus, Jupp Heynckes, Andrea Berg, Udo Jürgens, Robbie Williams
- 2014 : U2, Helene Fischer, Michael Schumacher, Uma Thurman, Ariana Grande, Die Fantastischen Vier, Helmut Dietl, Heute-show
- 2017 : Lisa and Lena

#### Meilleur acteur - National
2013
- Sebastian Koch pour le rôle de Yuri Komarov dans Die Hard : Belle journée pour mourir (A Good Day to Die Hard)